# Umbul Damar
Umbul Damar is een bestuurslaag in het regentschap Blitar van de provincie Oost-Java, Indonesië. Umbul Damar telt 2103 inwoners (volkstelling 2010).